# Ельжбета Грановська
Ельжбета (також Єлизавета) Грановська з Пілецьких (пол. Elżbieta Granowska; бл. 1372 — 12 травня 1420, Краків) гербу Сокира — польська шляхтянка, королева-консорт Польщі.

## Життєпис

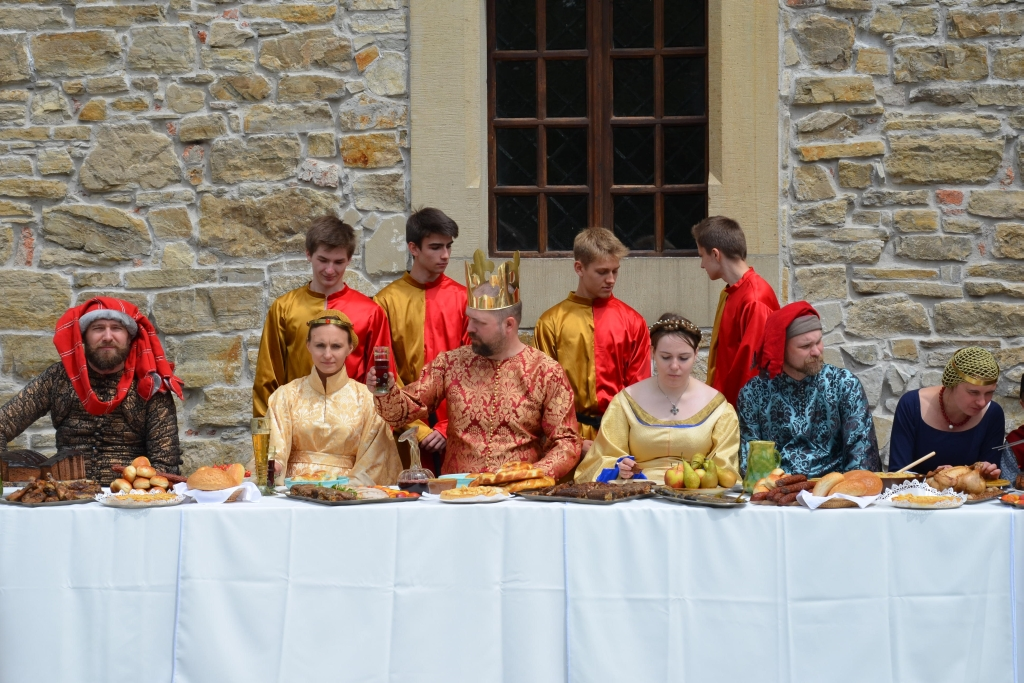
весілля Ягайла та Грановської, історична реконструкція, 2014

Народилася близько 1372 року. Батько — львівський (руський) староста, сандомирський воєвода, генеральний староста Великопольщі Оттон Пілицький. Мати — Ядвіга з Мельштина.
Ельжбета 4 рази була в шлюбі, в тому числі з Вінцентієм Грановським з яким у них народився Ян Пілецький, а востаннє — з королем Владиславом II Ягайлом. Примас Миколай Тромба відмовлявся їх вінчати, обряд провів єпископ Ян Жешовський у неділю — 2 травня 1417 року в парафіяльному костелі міста Сянік, попри спротив багатьох відомих людей.
Була власницею містечка Біще, де 1417 року перебувала з чоловіком.